# يوجي أكاو
يوجي أكاو (باليابانية: 赤尾洋二) ولد عام 1928 هو مخطط ياباني متخصص ومعترف به كمطور لهوشين كانري (منهجية التخطيط الاستراتيجي). مع الراحل شيجيرو ميزونو، قام بتطوير (تقنية صنع قرار المجموعة). أكاو وميزونو كما شارك في تأسيس معهد نشر وظيفة الجودة وهي منظمة غير ربحية مكرسة للنشر والنهوض بمنهجية QFD. أكاو حصل على درجة الدكتوراه في عام 1964 من معهد طوكيو للتكنولوجيا.

## مؤلفاته
أكاو الف أو شارك في تأليف العديد من الكتب:
- جودة فعل النشر : تكامل متطلبات العملاء في تصميم المنتجات (1991)
- هوشين كانري : نشر سياسة نجاح إدارة الجودة الشاملة (قيادة الشركات) (1990)[3]
- QFD : خدمة العملاء، قيادة وصولهم إلى جودة التخطيط والنشر (شارك في تأليفه مع شيجيرو ميزونو) (1994)

## الجوائز
- جائزة ديمنج : 1978
- جائزة أدبية مراقبة الجودة: 1960 و 1978

## الروابط الخارجية
- QFD المعهد : من هو الدكتور أكاو؟
- سيرة قصيرة والكتب للبيع